# Fredi (cantante)
Fredi, pseudonimo di Matti Kalevi Siitonen (Mikkeli, 23 luglio 1942 – 24 aprile 2021), è stato un cantante finlandese.
Ha partecipato in due occasioni all'Eurovision Song Contest: nel 1967 con il brano Varjoon-suojaan e nel 1976 (con Ystävät) con il brano Pump pump. In entrambi i casi ha rappresentato la Finlandia, classificandosi rispettivamente al dodicesimo e all'undicesimo posto.